# 埼玉県道377号加藤平沼線

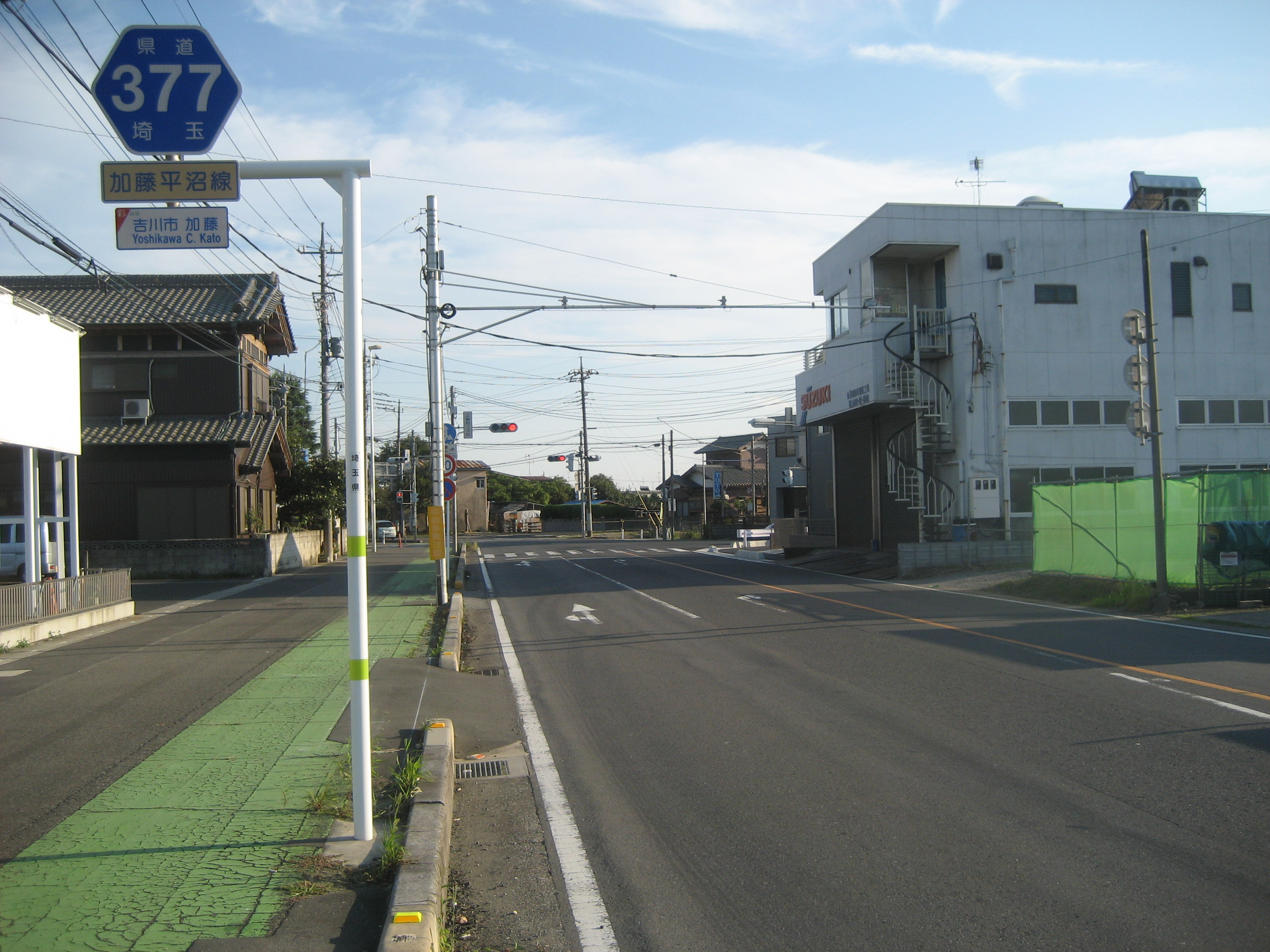
吉川市加藤付近

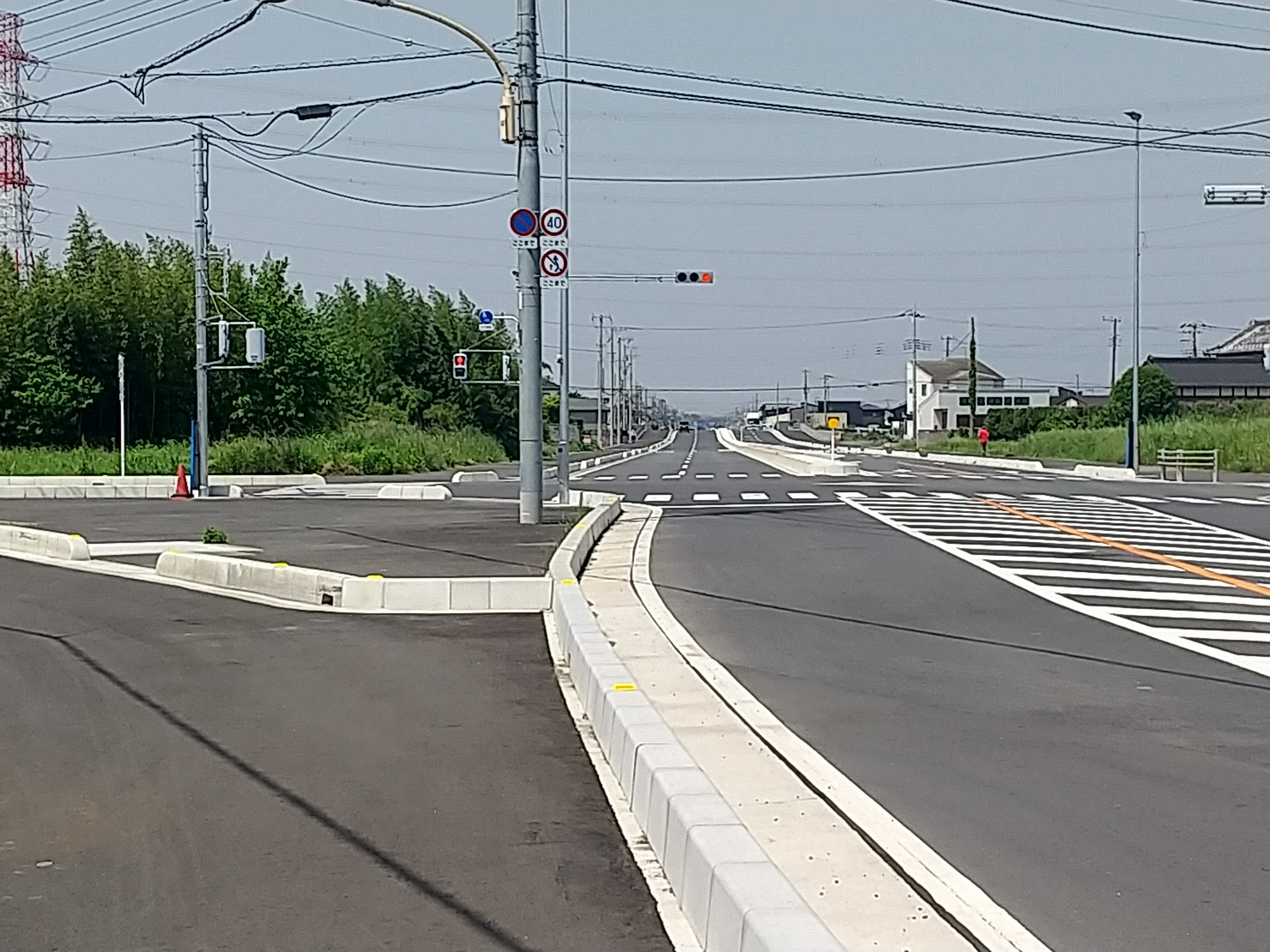
吉川市中井付近

埼玉県道377号加藤平沼線（さいたまけんどう377ごう かとうひらぬません）は、埼玉県吉川市内を通る一般県道である。

## 起点・終点
- 起点：埼玉県吉川市 「三輪野江小前」交差点
- 終点：埼玉県吉川市 「新道橋」交差点

## 概要
吉川市栄町地区と加藤地区を結ぶ全線2車線の道路である。
2022年4月1日には起点が平沼交差点から新道橋交差点に変更された。

## 地理

### 通過する自治体
- 埼玉県
  - 吉川市

### 交差する道路
- 埼玉県道21号三郷松伏線、埼玉県道376号上笹塚谷口線（重複）（埼玉県吉川市加藤）三輪野江小前交差点（起点）
- 埼玉県道378号中井松伏線（埼玉県吉川市中井）中井三丁目交差点
- 埼玉県道52号越谷流山線（埼玉県吉川市平沼）平沼交差点（終点）

### 交差する河川
- 大場川（中井橋）
- 東大場川

### 沿道の主な施設
- セキ薬局 吉川店
- ウニクス吉川
- 吉川平沼郵便局